# احمدالعاصی الجربا
احمدالعاصی الجریا (به عربی:أحمد العاصی الجربا؛ زادهٔ ۱۵ سپتامبر ۱۹۶۹ در قامشلی) یک سیاست‌مدار اهل سوریه است. وی رئیس ائتلاف ملی برای انقلاب و نیروهای مخالفین سوریه از تاریخ ۶ ژوئیه ۲۰۱۳ تا ۱۲ ژوئیه ۲۰۱۴م بود. او زندان سیاسی بود؛ دو سال از تاریخ ۱۹۹۶ زندانی شد و در ابتدای جنگ داخلی سوریه نیز یک‌بار بازداشت شد. او فارغ‌التحصیل رشته حقوق از دانشگاه عربی بیروت در لبنان است.
او برنده جوایز لژیون دونور شده است.